# Laurel Nakadate
Laurel Nakadate, née  à Austin, Texas, le 15 décembre 1975 , est une  vidéaste et photographe américaine vivant à New York.

## Biographie
Elle grandit à Ames, dans l'Iowa.
Son exposition à la galerie Danziger Projets lui attire le regard du New York Times, du Village Voice, et de Flash Art. Le critique d'art Jerry Saltz la déclare « au-dessus du lot » en 2005 au salon "Greater New York" show du P.S. 1 Contemporary Art Center, de New York.
Elle expose par la suite notamment au Getty Museum de Los Angeles, à l'Asia Society de New York, au Musée Reina Sofía, à la Biennale de Berlin, etc.
Une rétrospective des dix ans de son œuvre, Only the Lonely, a lieu au MoMA PS1 en 2011.

## Œuvres
- Love Hotel and Other Stories, 2005[4].
- One Way or Another: Asian American Art Now, 2006[5].
- Fever Dreams at the Crystal Motel, 2009[6].
- Stay the Same Never Change, 2009[7].
- The Wolf Knife, 2010[8].
- Only the Lonely, 2011[3]